# إدشتاين
ايداشتاين (بالألمانية: Idstein) هي بلدة، residenz، Gemarkung، مدينة و بلدة ألمانية تقع في ألمانيا في Rheingau-Taunus-Kreis. يقدر عدد سكانها بـ 25,696 نسمة .

## المدن التوأمة
مدينة Zwijndrecht هي مدينة توأمة لـايداشتاين.

## معرض صور

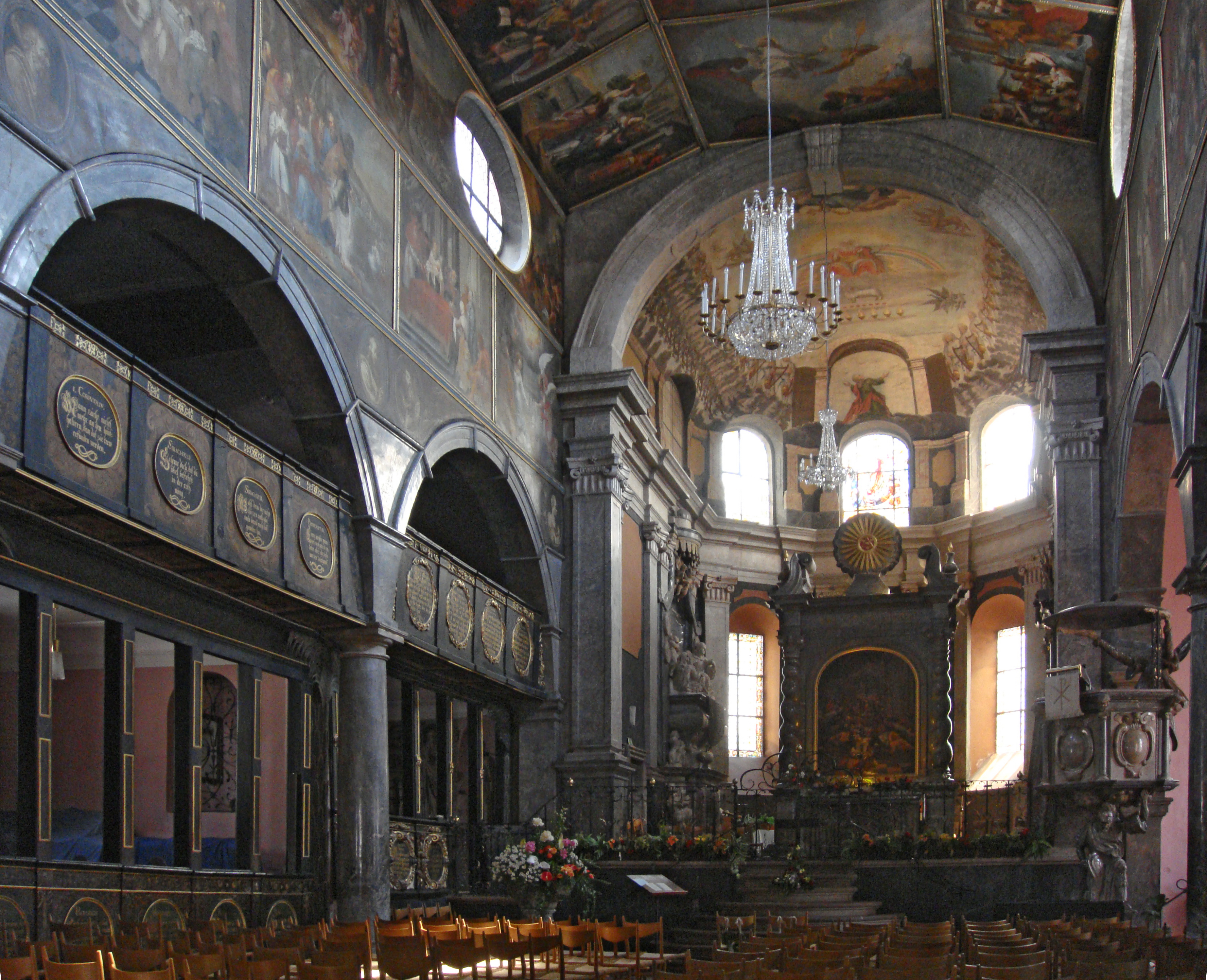
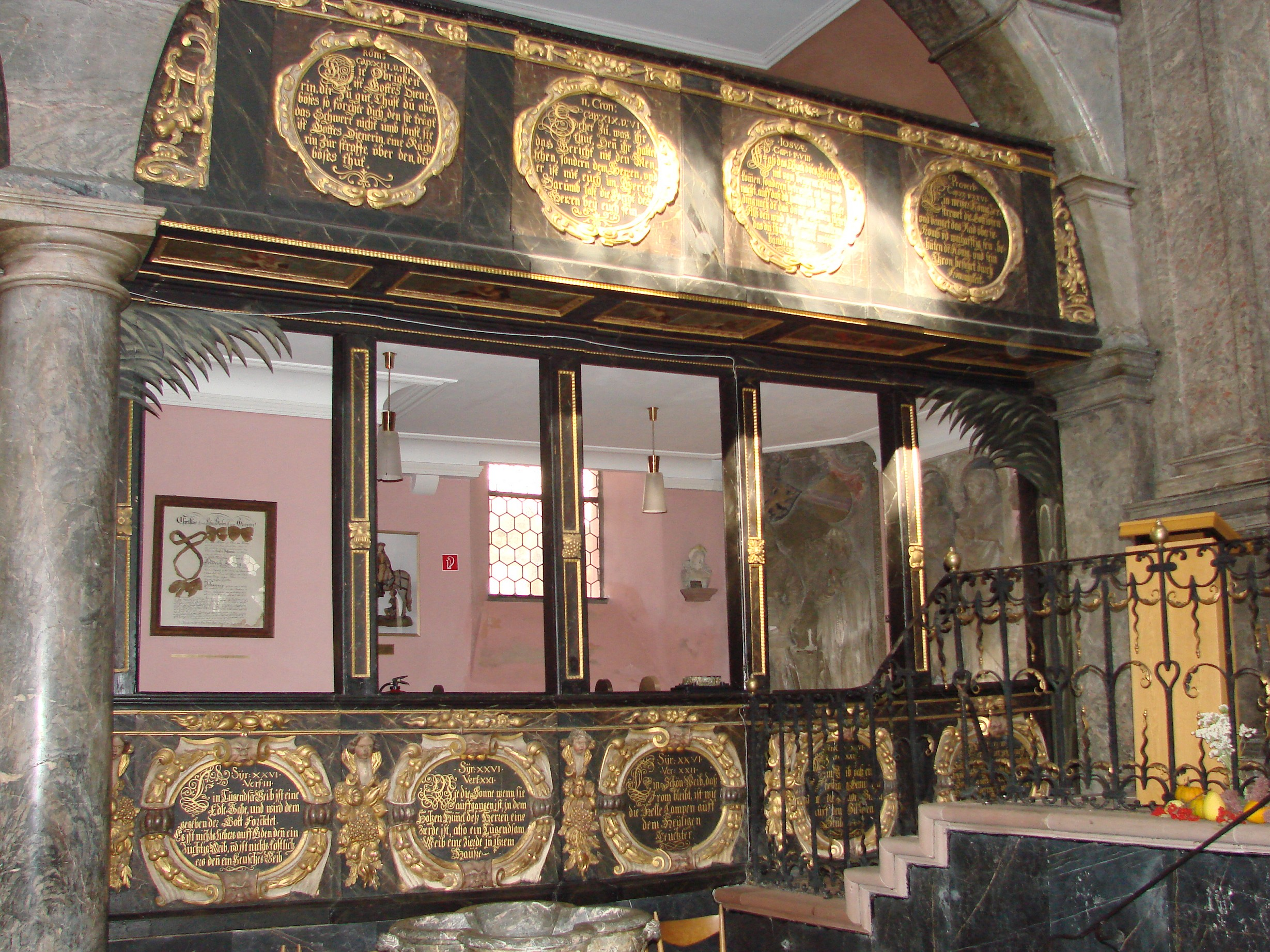
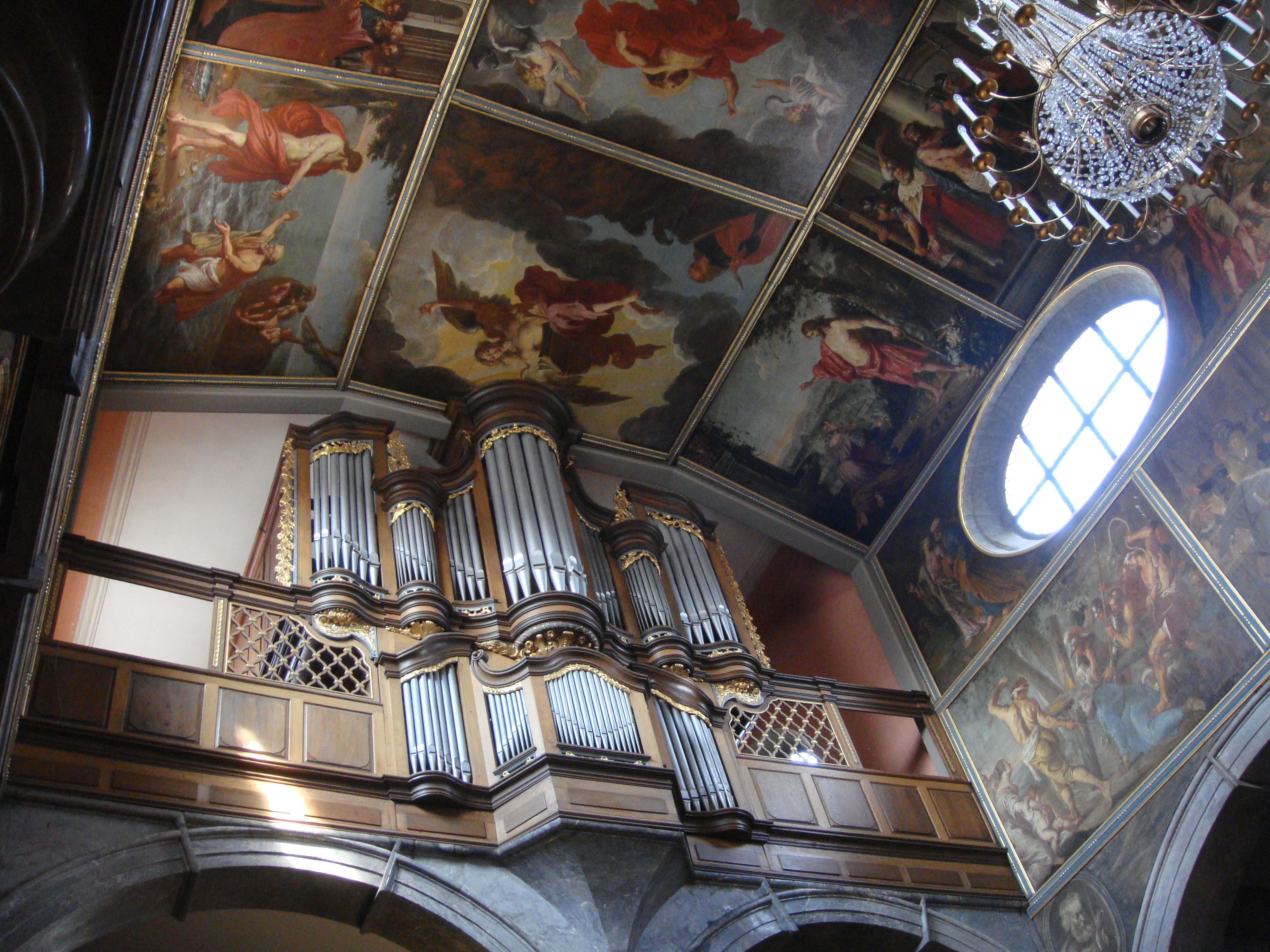
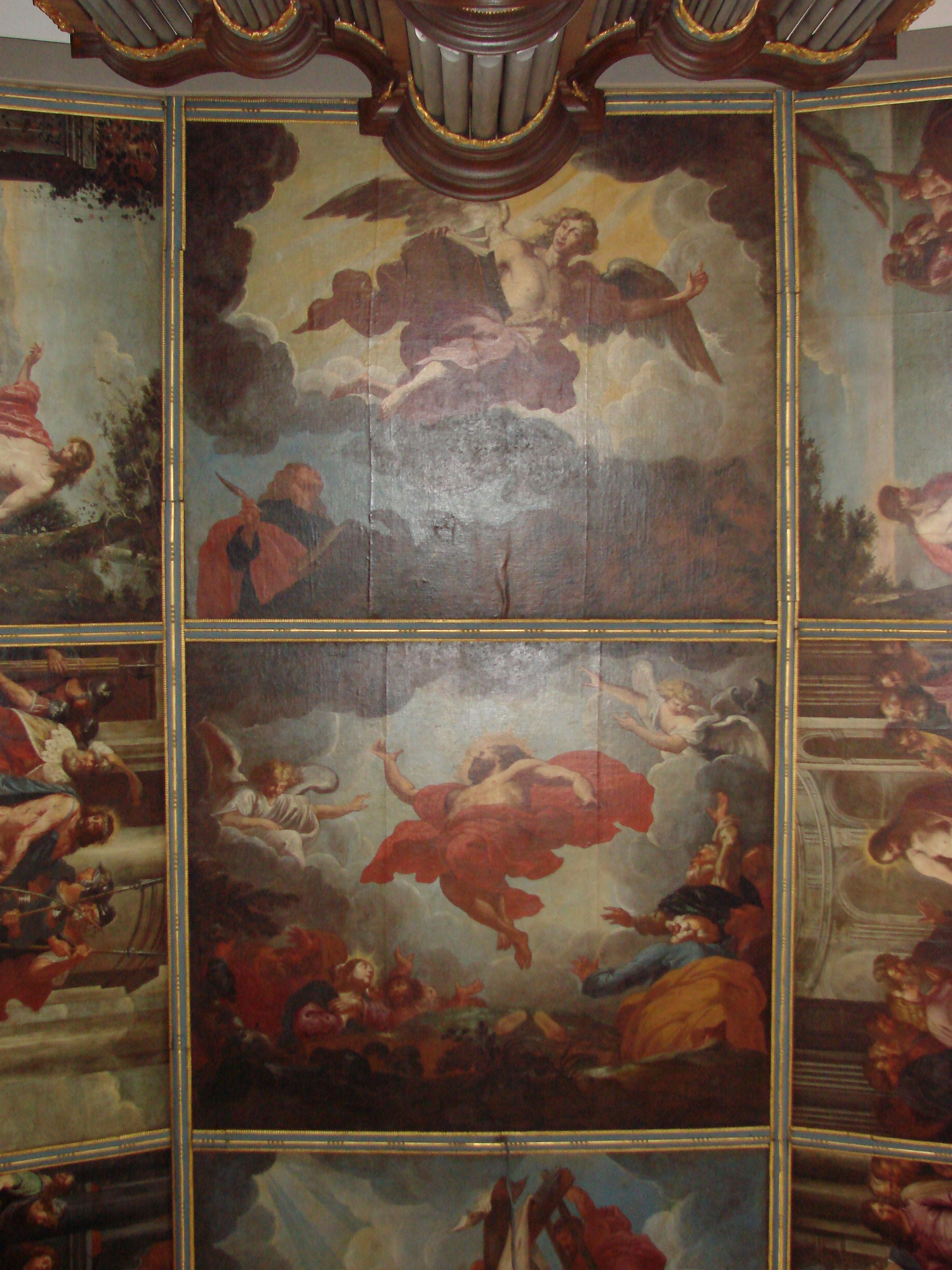